# Megachile viridinitens
Megachile viridinitens är en biart som beskrevs av Cockerell 1930. Megachile viridinitens ingår i släktet tapetserarbin, och familjen buksamlarbin. Inga underarter finns listade i Catalogue of Life.